# Анжеліка Савраюк
Анжеліка Савраюк  (італ. Angelica Savrayuk, 23 серпня 1989) — італійська гімнастка українського походження, олімпійська медалістка. В 2007 отримала італійське громадянство і з того часу виступає за збірну цієї країни.

## Виступи на Олімпіадах
| Олімпіада   | Дисципліна | Місце |
| ----------- | ---------- | ----- |
| Пекін 2008  | групові    | 4     |
| Лондон 2012 | групові    | 3     |